# Julija Barsukova
Julija Vladimirovna Barsukova (in russo Ю́лия Влади́мировна Барсуко́ва?; Mosca, 31 dicembre 1978) è un'ex ginnasta russa medaglia d'oro nel concorso individuale alle Olimpiadi di Sydney 2000.

## Biografia
Barsukova iniziò a dedicarsi allo sport praticando il pattinaggio di figura all'età di cinque anni, ma tre anni dopo si appassionò alla ginnastica ritmica convincendo suo padre a iscriverla a una scuola di Izmajlovo, quartiere di Mosca in cui viveva. All'età di sedici anni cominciò ad allenarsi con Irina Viner, capo allenatore della nazionale russa.
Barsukova quindi fa il suo debutto internazionale ma, trovandosi a gareggiare sotto l'ombra di atlete del calibro di Jana Batyršina, Amina Zaripova, Natal'ja Lipkovskaja e Alina Kabaeva, prende in considerazione l'idea di ritirarsi. La Viner le raccomanda di continuare ed essere paziente: raccoglie così, nel 1998, il suo primo riconoscimento ottenendo il titolo non ufficiale di Miss Teatro Bolshoi, dopo una sua esibizione con la palla nell'omonimo teatro sulle note de La morte del cigno. L'anno dopo è medaglia d'oro nella gara a squadre ai Mondiali di Osaka 1999, oltre a essersi laureata campionessa europea alla fune durante gli Europei di Budapest.
Alle Olimpiadi di Sydney 2000 la ginnasta russa raggiunge l'apice della sua carriera, vincendo la medaglia d'oro nel concorso individuale davanti alla bielorussa Julija Raskina e alla connazionale Alina Kabaeva. Lo stesso anno annuncia il ritiro dalla competizione agonistica.

## Palmarès
- Giochi olimpici

Sydney 2000: oro nel concorso individuale.
- Campionati mondiali di ginnastica ritmica

Osaka 1999: oro nella gara a squadre, bronzo nell'all-around e nella fune.
- Campionati europei di ginnastica ritmica

Budapest 1999: oro nella fune, argento nella palla, bronzo nel cerchio.
Saragozza 2000: oro nella fune e nella gara a squadre; bronzo nell'all-around, nel cerchio e nella palla.